# Adolf II (książę Kleve)

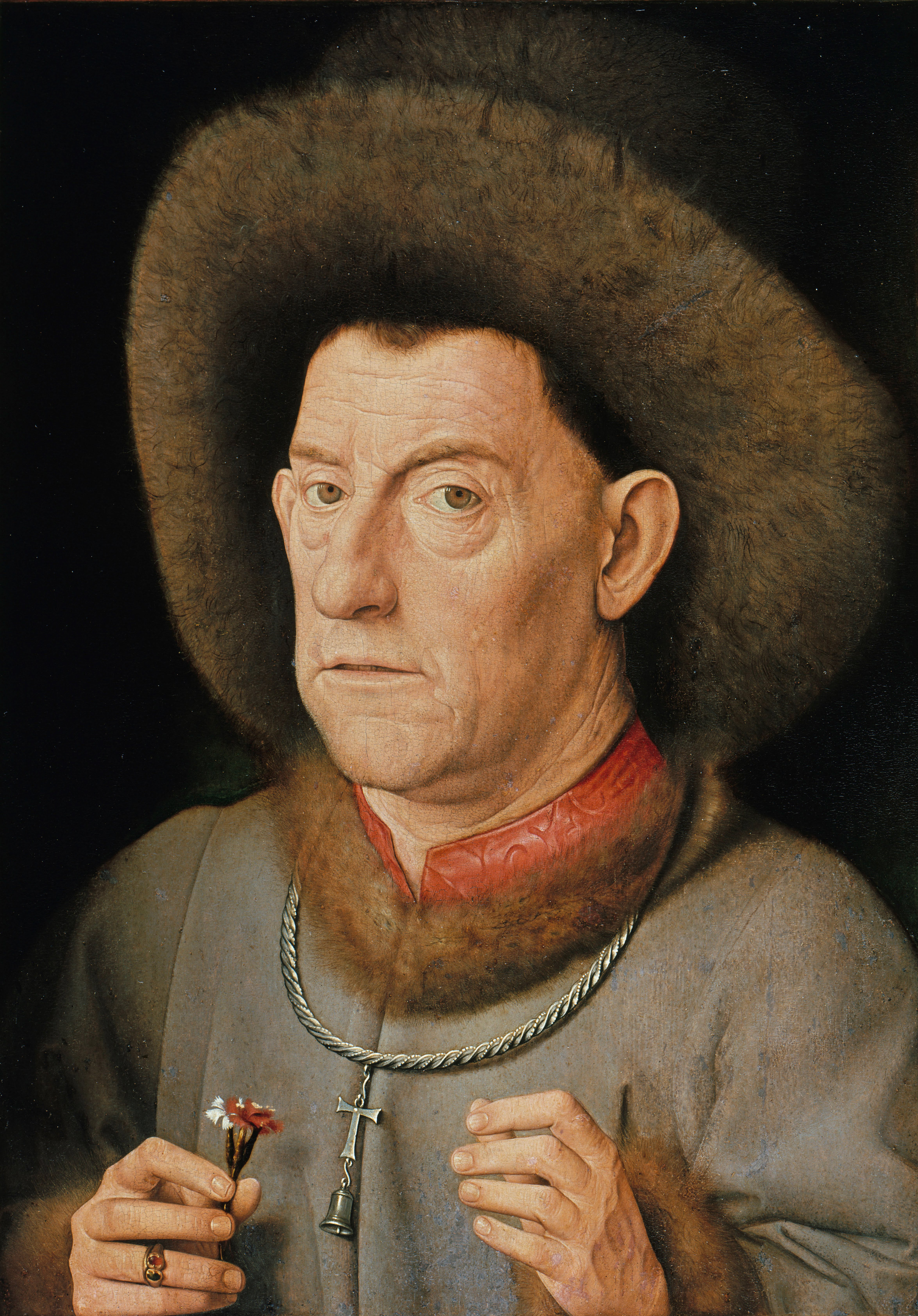
Portret mężczyzny pędzla Jana van Eyck, być może księcia Adolfa II

Adolf II (ur. ok. 1371/3 r., zm. we wrześniu 1448 r.) – hrabia Kleve od 1394 r., od 1417 r. podniesiony do rangi księcia Kleve, i hrabia Mark (jako Adolf IV) w latach 1398–1437, jeden z najważniejszych książąt Rzeszy swoich czasów.

## Życiorys
Adolf był najstarszym synem hrabiego Kleve i hrabiego Mark Adolfa I (III) oraz Małgorzaty, córki hrabiego Bergu Gerarda. Po śmierci ojca w 1394 r. został hrabią Kleve, podczas gdy hrabstwo Mark odziedziczył jego młodszy brat Dytryk. Po pokonaniu w 1397 r. księcia Bergu Wilhelma I w bitwie pod Kleverhamm i objęciu hrabstwa Mark po rychłej (w 1398 r.) śmierci brata Dytryka stworzył dobre warunki do podniesienia znaczenia swego kraju. Stopniowo poszerzał jego granice, uzyskując fragmenty Geldrii (m.in. Emmerich am Rhein), a także poprzez udzielanie pożyczek pod zastaw. Podczas soboru w Konstancji, 18 kwietnia 1417 r. został podniesiony przez cesarza Zygmunta Luksemburskiego do rangi księcia. Zagrożenie dla jego władzy stanowiły roszczenia młodszego brata Gerarda, który zawiązał sojusz z arcybiskupem Kolonii Dytrykiem z Moers i domagał się oddania mu hrabstwa Mark. Ostatecznie, po kilkunastu latach sporów, Adolf musiał oddać większość tego terenu bratu. Ponowny spór z arcybiskupem Kolonii rozpoczęty w 1444 r. Adolf z pomocą burgundzką rozstrzygnął na swoją korzyść, włączając do swego księstwa Soest i Xanten, uzyskując niezależność kościelną od arcybiskupstwa, a nawet nominację swego syna Adolfa na nowego arcybiskupa Kolonii (nie objął on jednak tego stanowiska).
Adolf położył ogromne zasługi w unowocześnieniu organizacji swojego kraju. Usprawnił i uprościł dworską biurokrację, prężnie działał w celu unowocześnienia gospodarki. Zorganizował stałą radę u swego boku, złożoną w dużej mierze z urzędników i prawników. Dbał o poziom życia chłopów, nieustannie podróżując po księstwie. Fortyfikował księstwo, a także zorganizował rodzaj milicji krajowej.

## Rodzina
Adolf był dwukrotnie żonaty. W 1400 r. poślubił Agnieszkę (1379–1404), córkę palatyna reńskiego i króla Niemiec Ruprechta Wittelsbacha. Małżeństwo to było bezdzietne. 12 lipca 1406 r. Adolf ponownie się ożenił, z Marią, córką księcia Burgundii i późniejszego hrabiego Flandrii Jana bez Trwogi. Z tego małżeństwa pochodziło dziesięcioro dzieci:
- Małgorzata (1415/6–1444), żona księcia Bawarii-Monachium Wilhelma III, a następnie hrabiego Wirtembergii-Stuttgart Ulryka V,
- Katarzyna (1417–1476/9), żona księcia Geldrii Arnolda,
- Jan I (1419–1481), następca ojca jako książę Kleve, późniejszy hrabia Mark, ojciec księcia Jana II,
- Elżbieta (1420–1488), żona hrabiego Schwarzburg-Blanckenburg Henryka XXVI,
- Agnieszka (1422–1448/79), żona Karola, księcia Viany, syna króla Aragonii i Nawarry Jana II,
- Helena (1423–1471), żona księcia Brunszwiku-Wolfenbüttel Henryka Spokojnego,
- Adolf (1425–1492),
- Maria (1426–1487), żona księcia Orleanu Karola Walezjusza, matka króla Francji Ludwika XII,
- Anna (1432–1432),
- Engelbert (1433–1433).

Adolf był też ojcem licznych nieślubnych dzieci.